# Allan Rex Sandage
Allan Rex Sandage (Iowa City, 18 de junho de 1926 — San Gabriel, Califórnia, 13 de novembro de 2010) foi um astrônomo estadunidense.
Participou da 11ª Conferência de Solvay, em 1958.

## Prêmios e condecorações
- 1957 Prêmio de Astronomia Helen B. Warner
- 1963 Medalha Eddington
- 1966 Medalha de Ouro Pio XI[1]
- 1967 Medalha de Ouro da Royal Astronomical Society[2]
- 1968 Medalha Rittenhouse[3]
- 1970 Medalha Nacional de Ciências[4]
- 1972 Henry Norris Russell Lectureship
- 1973 Medalha Elliott Cresson[5]
- 1975 Medalha Bruce[6]
- 1991 Prêmio Crafoord[7]
- 1993 Prémio Tomalla
- 2000 Prêmio Gruber de Cosmologia
- O asteroide 9963 Sandage é denominado em sua memória